# Alaca
Alaca est une ville et un district de la province de Çorum dans la région de la mer Noire dit "Karadeniz" en Turquie.

## Géographie

### En résumé: localisation
Alaca se situe dans la province de Çorum qui est elle même située dans la région de la Mer Noire dite "Karadeniz". Elle est l'une des 14 (13+1) villes de la province de Çorum. Les 14 villes de cette province sont : Alaca, Bayat, Boğazkale, Dodurga, İskilip, Kargı, Laçin, Mecitözü, Oğuzlar, Ortaköy, Osmancık, Sungurlu, Uğurludağ et le centre de Çorum (dit : Çorum merkez). Le centre de Çorum est également considéré comme l'une des 14 villes d'où le 13+1.
Géographiquement, Alaca est à la limite des villes suivantes : Sungurlu, Boğazkale, centre de Çorum (Çorum merkez), Mecitözü et Ortaköy.   